# Doleschallia tongana
Doleschallia tongana är en fjärilsart som beskrevs av Hopkins 1927. Doleschallia tongana ingår i släktet Doleschallia och familjen praktfjärilar. Inga underarter finns listade i Catalogue of Life.